# Rijksvloot

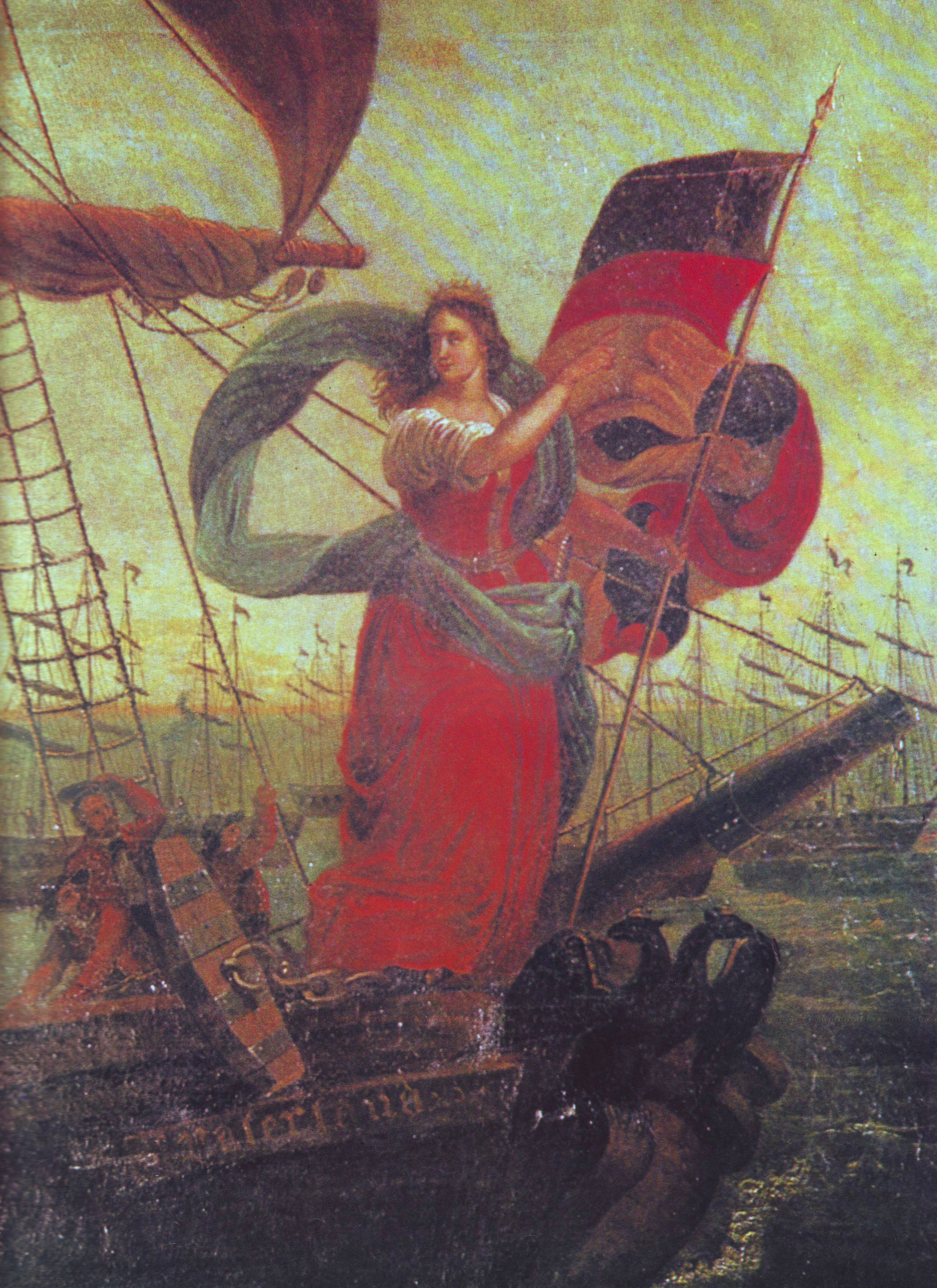
Allegorische Germania met de Rijksvloot in de achtergrond

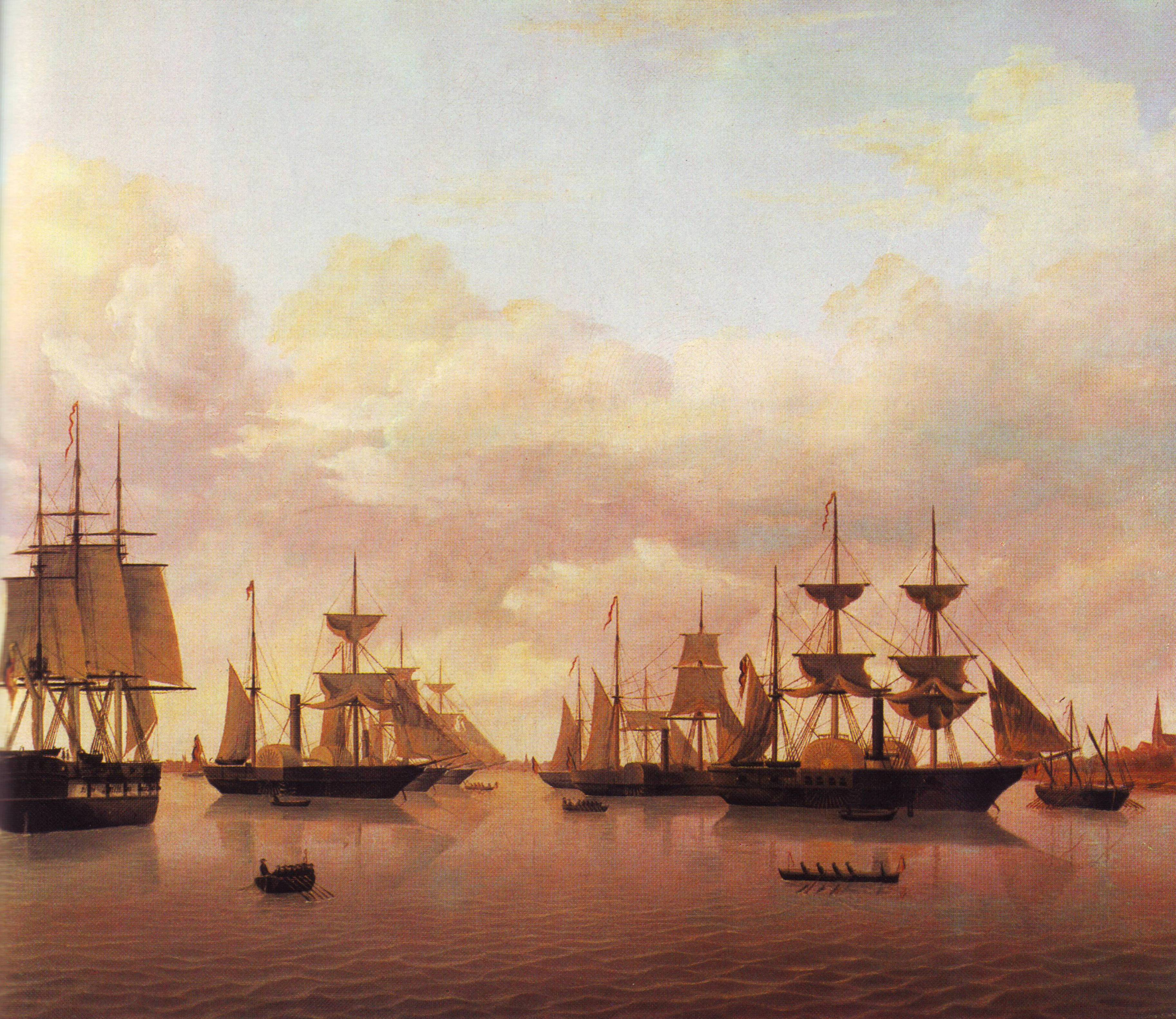
De Rijksvloot in 1850 voor Bremerhaven liggend, van links: Deutschland, Hamburg, Bremen, Lübeck, Barbarossa, Der Königliche Ernst August, Hansa.

Rijksvloot (Duits: Reichsflotte; verschillende eigentijdse benamingen zoals Kriegsflotte of Deutsche Marine) is de vakterm voor de eerste vloot van geheel Duitsland in de maritieme geschiedenis van het land. Ze werd opgericht op 14 juni 1848 door de Nationale Vergadering te Frankfurt. Haar taak was de bescherming van Duitse handelsschepen en concreet de bescherming van de Duitse kust in de Sleeswijk-Holsteinische oorlog tegen Denemarken. De Duitse rijksoverheid werkte nauw met de Duitse staten samen die een kustlijn hadden en met de provisorische (Duits gezinde) overheid van Sleeswijk-Holstein. Een van de bedenkers van de toenmalige plannen was Prins Adalbert van Pruisen die als marine-expert golt en ook de Pruisische overheid adviseerde.
In de korte tijd 1848/1849 lukte het om een klein aantal schepen te kopen en in oorlogsschepen te verbouwen. In de oorlog tegen Denemarken kon men echter nauwelijks gebruik van de Rijksvloot maken. Na het onderdrukken van de Duitse revolutie ging de Rijksvloot over op de herstelde Duitse Bond.
Ondanks plannen om de Rijksvloot verder te op te bouwen als vloot van de Bond wilden de lidstaten uiteindelijk niet de kosten dragen. Verder was de oorlog tegen Denemarken over: het leek dat er geen Duitse vloot meer nodig was. In 1852/1853 verkocht bondscommissaris Laurenz Hannibal Fischer de schepen.
Later bouwde de Noord-Duitse Bond eigen maritieme strijdkrachten op. Ze werden de grondslag van de huidige Deutsche Marine. Ze beschouwt 14 juni 1848 wel als de dag van haar eigen oprichting en viert deze dag.